# 2024 YR4

Umlaufbahn von 2024 YR_{4}

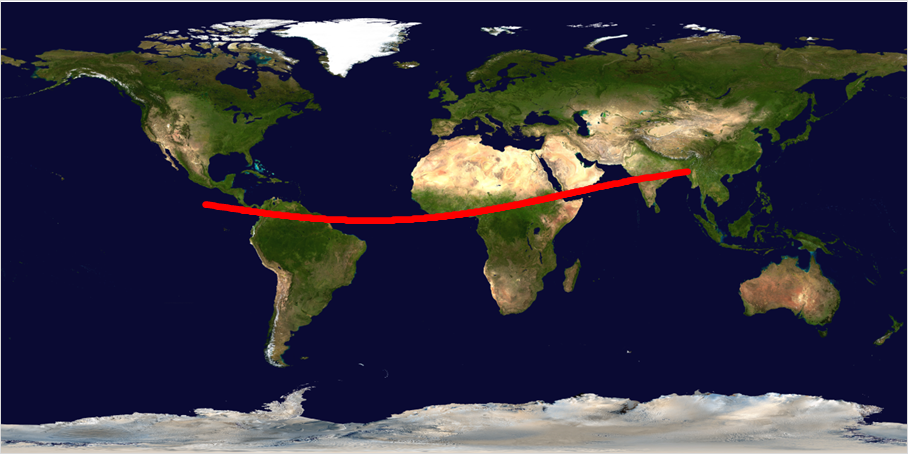
Sollte der Asteroid 2024 YR_{4} die Erde treffen, wird er an einem Punkt auf der roten Linie einschlagen.

2024 YR4 ist ein am 27. Dezember 2024 mit einem ATLAS-Teleskop in Rio Hurtado (Chile) entdeckter Asteroid.
Der Asteroid ist ein etwa 60 Meter großer S-Typ-Asteroid. Kurz nach der Entdeckung wurde eine Wahrscheinlichkeit von 1,9 Prozent errechnet, dass der Himmelskörper am 22. Dezember 2032 mit der Erde kollidieren wird. Die Einschlagstelle läge in einem Streifen knapp nördlich des Äquators, der sich vom östlichen Pazifik über den Norden Südamerikas, den Atlantik, Afrika, das Arabische Meer bis nach Südasien erstreckt. Anfang Februar 2025 betrug seine Einstufung 3 auf der Turiner Skala.
Mit Stand 13. März 2025 wird eine Eventualität für einen Einschlag jedoch nur noch mit 0.000020 % angegeben. Im Zeitfenster des Monats März erscheint der Asteroid in der 25. Größenklasse. Mit genauen Beobachtungsdaten wird die Distanz, in welcher der Asteroid die Erde passieren wird, genauer bestimmt und die Wahrscheinlichkeit entsprechend angepasst werden. Es besteht die Möglichkeit zu 3,8 %, dass er auf dem Mond einschlägt. Momentan bewegt sich der Asteroid von der Erde weg und wird wahrscheinlich im April 2025 nicht mehr beobachtbar sein.
Die nächste bessere Möglichkeit zur endgültigen Bahn-Bestimmung wird 2028 bei der nächsten Erdnähe sein. Unter der Annahme, der Asteroid weise ähnliche Eigenschaften wie der Meteor von Tscheljabinsk von Dichte (3500 kg/m³), Geschwindigkeit (8277 m/s) und Eintrittswinkel auf, wäre die freigesetzte Energie bei angenommenen 40 Metern Durchmesser äquivalent zu ca. 0,973 und bei 100 Metern zu ca. 15,207 Megatonnen TNT. Die kinetische Energie des Tscheljabinsker Meteors wurde auf Basis von Infraschall-Messungen auf ca. 0,5 Megatonnen TNT geschätzt.

## Vorbereitungsmaßnahmen

Druckwelle bei 40 Metern Asteroiden-Durchmesser – in der Mitte maßstabsgetreu Mount Everest.

Als die Wahrscheinlichkeit eines Einschlags 1 % erreichte, wurden von der UNO die Protokolle zur planetaren Verteidigung aktiviert sowie das International Asteroid Warning Network (IAWN) und die von der ESA geleitete Space Missions Planning Advisory Group (SMPAG) einbezogen, um genauere Informationen über die Größe, Zusammensetzung und einen möglichen Einschlag zu erhalten.

## Beobachtungen
Im März 2025 wurde das James-Webb-Weltraumteleskop auf den Asteroiden ausgerichtet, um weitere Erkenntnisse über Größe (60 ± 7 m) und Zusammensetzung (wahrscheinlich größere Felsen und Steine) zu erhalten. 
Die Beobachtungen im Mai 2025 ergaben, dass der Asteroid mit einer Wahrscheinlichkeit von 4,3 % auf dem Mond einschlägt, erst 2028 werden weitere Beobachtungen und somit genauere Berechnungen über einen Einschlag und dessen Auswirkungen möglich sein. Kanadische Forscher haben mögliche Einschläge modelliert, die Studie muss noch unabhängig überprüft werden. Aber es würden dabei 6,5 Megatonnen an Energie freigesetzt, es würde ein Krater mit einem Durchmesser von etwa einem Kilometer entstehen. Das ins All geschleuderte Mondmaterial würden innerhalb von Tagen die Erde erreichen, einen Meteoritenschauer verursachen und wahrscheinlich Satelliten stören bzw. zerstören.

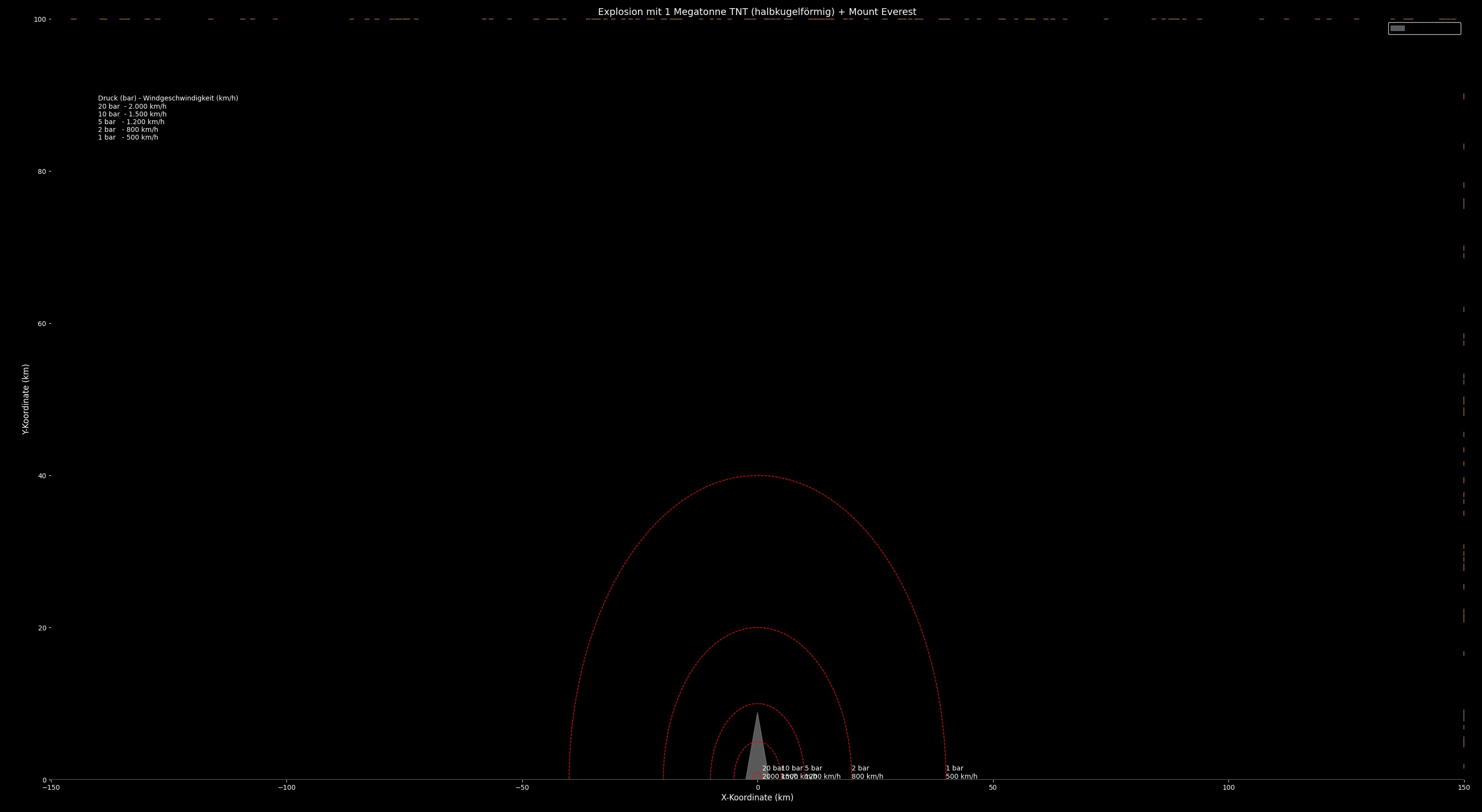
Windgeschwindigkeit und Druck in bar bei einem potentiellen Einschlag von 2024 YR4 mit einem Durchmesser von 40 Metern.